# Inname van Schoonhoven
De Inname van Schoonhoven vond plaats op 20 oktober 1572 tijdens de Tachtigjarige Oorlog onder leiding van admiraal Lumey.

## Verloop
Schoonhoven was in 1566 Spaansgezind geworden, maar werd begin juli 1572 (het jaar van de omkeer) belegerd door het Staatse leger. Dat wist echter de stad niet binnen te komen. Eind juli kwamen de Geuzen naar Schoonhoven, geleid door gezagvoerder Lumey, die met 24 vendels via de Lek voor de stad ging liggen. Zij belegerden de stad en voerden een drietal aanvallen uit, met twee stuks geschut, zonder resultaat. Vervolgens richtten de Geuzen hun pijlen op het nabijgelegen klooster van Den Hem, dat zij plunderden en in brand staken. De monniken werden mishandeld en verminkt. De Schoonhovenaren besloten na een nieuwe aanval van de Geuzen tot overgave op 20 oktober 1572.
1 oktober 1572 wordt ook als datum genoemd van de inname, eenmaal in de stad mishandelden de Geuzen vele geestelijken. Twee broeders werden opgeknoopt in de notenboom voor het stadhuis en een andere, bekend gebleven onder de naam Dirk van der Gouwe, werd vele malen gestoken tot de dood erop volgde.